# Адыл Батыр
А́дыл Ба́тыр (Атл-ба́тыр, чув. Атӑл Паттӑр — «Волжский богатырь») — сказочный персонаж чувашского фольклора, вождь (чув. патша) чувашей.
Сказка «Адыл Батыр» записанная И. С. Тукташом от Кашкара Мигули рассказывает о том, как родившийся на Волге герой вызволил Солнце из плена двуглавого орла, чем спас жизнь людям. Погиб в трудном бою, сражённый стрелой в сердце. В его честь народ дал имя реке — Атӑл (рус. Волга).
Образ Атл-батыра представлен в рассказе Мишши Сеспеля «Дети леса» (чув. «Вӑрман ачисем», 1918).